# Јунион (Ајова)
Јунион (енгл. Union) град је у америчкој савезној држави Ајова. По попису становништва из 2010. у њему је живело 397 становника.

## Демографија
Према попису становништва из 2010. у граду је живело 397 становника, што је -30 (-7.0%) становника више него 2000. године.
| Група             | 2000.       | 2010.       |
| Белци             | 420 (98,4%) | 380 (95,7%) |
| Афроамериканци    | 1 (0,2%)    | 2 (0,5%)    |
| Азијати           | 0 (0,0%)    | 1 (0,3%)    |
| Хиспаноамериканци | 3 (0,7%)    | 12 (3,0%)   |
| Укупно            | 427         | 397         |